# Conditio Jacobaea

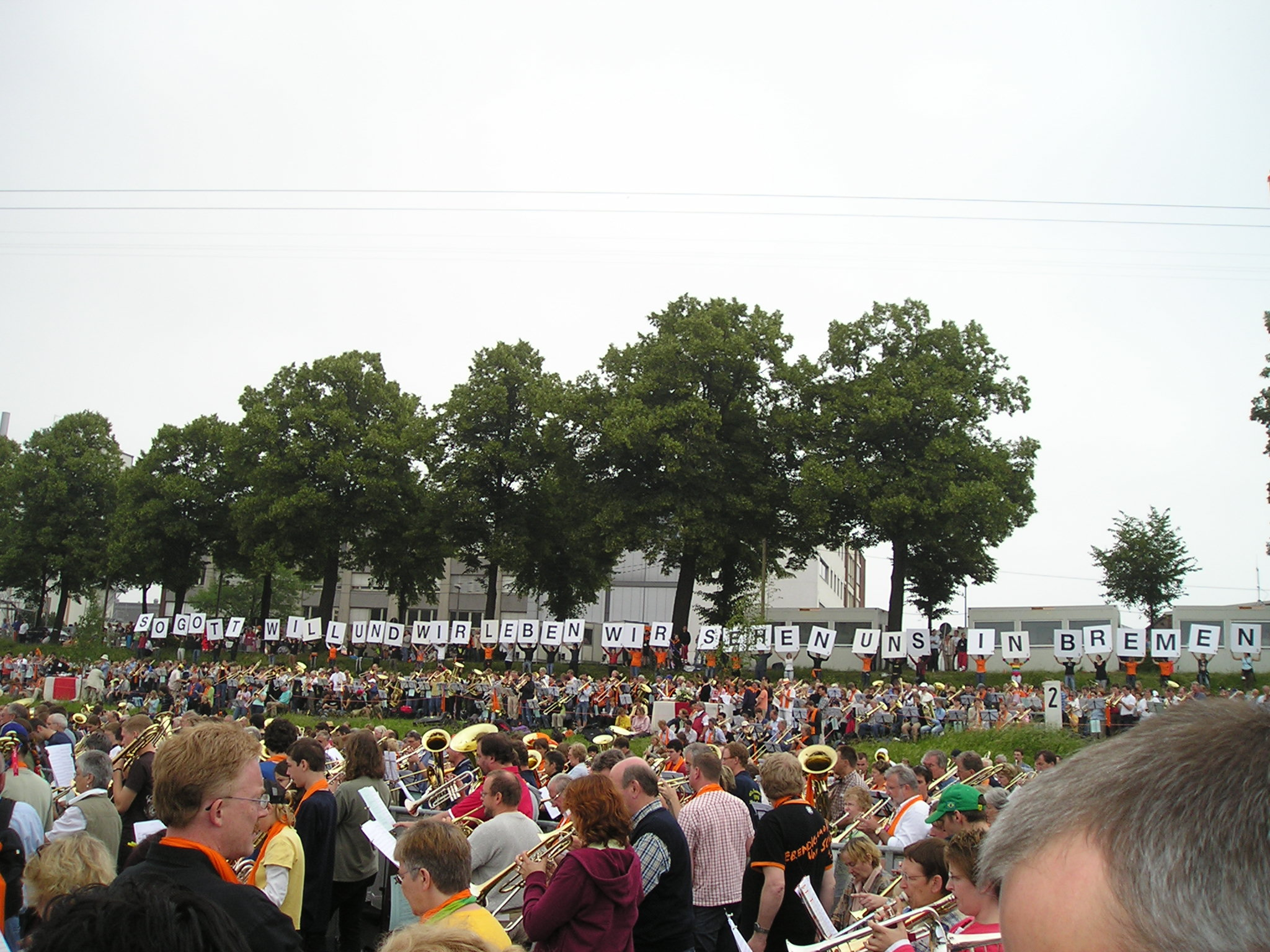
Verwendung der Conditio Jacobaea auf einem Spruchband am Ende des Abschlussgottesdienstes des Deutschen Evangelischen Kirchentags 2007

Die conditio Jacobaea (lateinisch) ist der ‚jakobäische Vorbehalt‘ in der lateinischen Redewendung sub conditione Jacobaea (auch Jacobea oder Jacobi; ‚unter dem Vorbehalt des Jakobus‘), die als christliche Devotionsformel in Demut und Hoffnung daran erinnert, dass die Zukunft und insbesondere geplante Ereignisse dem Willen Gottes unterliegen. Sie geht auf den Jakobusbrief zurück, in dessen letztem Abschnitt des vierten Kapitels der Apostel vor zu großer Selbstsicherheit warnt und darauf hinweist, dass alles geplante Handeln von der Bedingung „ἐὰν ὁ κύριος θελήσῃ, καὶ ζήσομεν καὶ ποιήσομεν τοῦτο ἢ ἐκεῖνο.“ („Wenn der Herr will, werden wir noch leben und dies oder jenes tun.“ Jak 4,15 ) abhänge.
Ähnliche Textstellen finden sich in der Apostelgeschichte des Lukas (18,18–22 ), im Römerbrief (1,9–10 ), im ersten Korintherbrief (4,19 , 16,7 ), im Philipperbrief (2,19 . 24 ) und im Hebräerbrief (6,3 ). Es handelt sich nicht um eine Schöpfung der Apostel, sondern Wendungen wie Deo volente waren in der griechischen, römischen und jüdischen Antike gebräuchlich und finden sich beispielsweise auch bei Platon (Alkibiades I 135d) als „ὅτι ἐὰν θεὸς ἐθέλῃ“ („wenn Gott will“) oder in der Stoa als „ducunt volentem fata, nolentem trahunt“ („den Willigen führt das Schicksal, den Unwilligen zerrt es mit sich“) bei Seneca (Epistulae morales 107,11).
Als Abkürzung s. c. J. oder s. c. I. für sub conditione Jacobaea ist die Wendung zum Abschluss eines Briefes gebräuchlich. Dem entsprechen im Deutschen die Kürzel s.G.w. oder sGw für „so Gott will“, ebenfalls unter Bezug auf Jak 4,15 .
Eine bekannte Variante der Conditio Jacobaea ist die Wendung „Morgen früh, wenn Gott will, wirst du wieder geweckt“ in dem Wiegenlied Guten Abend, gut’ Nacht.